# Olof Thorin
Olof Thorin (Halmstad, 1912. február 23. – 2004. február 14.) svéd matematikus. Matematikai analízissel és a valószínűségszámítással kapcsolatos munkái tették ismertté. Tanárával Riesz Marcellal létrehozott tétele a Riesz–Thorin-tétel.

## Fordítás
- Ez a szócikk részben vagy egészben  az   Olof Thorin című angol Wikipédia-szócikk fordításán alapul.  Az eredeti cikk szerkesztőit annak laptörténete sorolja fel. Ez a jelzés csupán a megfogalmazás eredetét és a szerzői jogokat jelzi, nem szolgál a cikkben szereplő információk forrásmegjelöléseként.